# Aldealobos
Aldealobos es una localidad del municipio de Ocón en La Rioja (España).

## Demografía
Aldealobos contaba a 1 de enero de 2010 con una población de 33 habitantes, 21 hombres y 12 mujeres.
| Gráfica de evolución demográfica de Aldealobos entre 2000 y 2017                                 |
|                                                                                                  |
| Población de derecho (2000-2017) según los censos de población del INE a 1 de enero de cada año. |

## Patrimonio

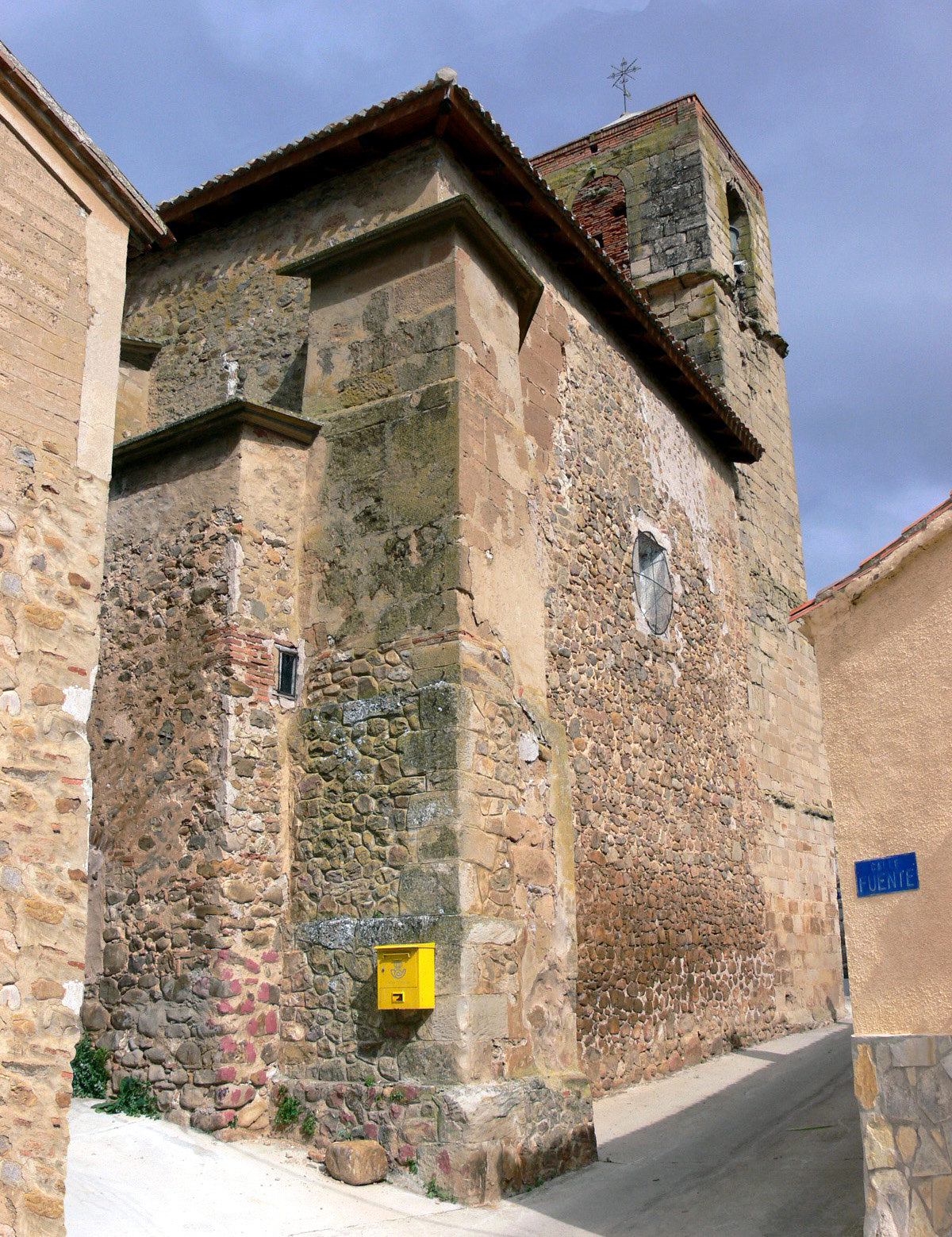
Iglesia de San Pedro

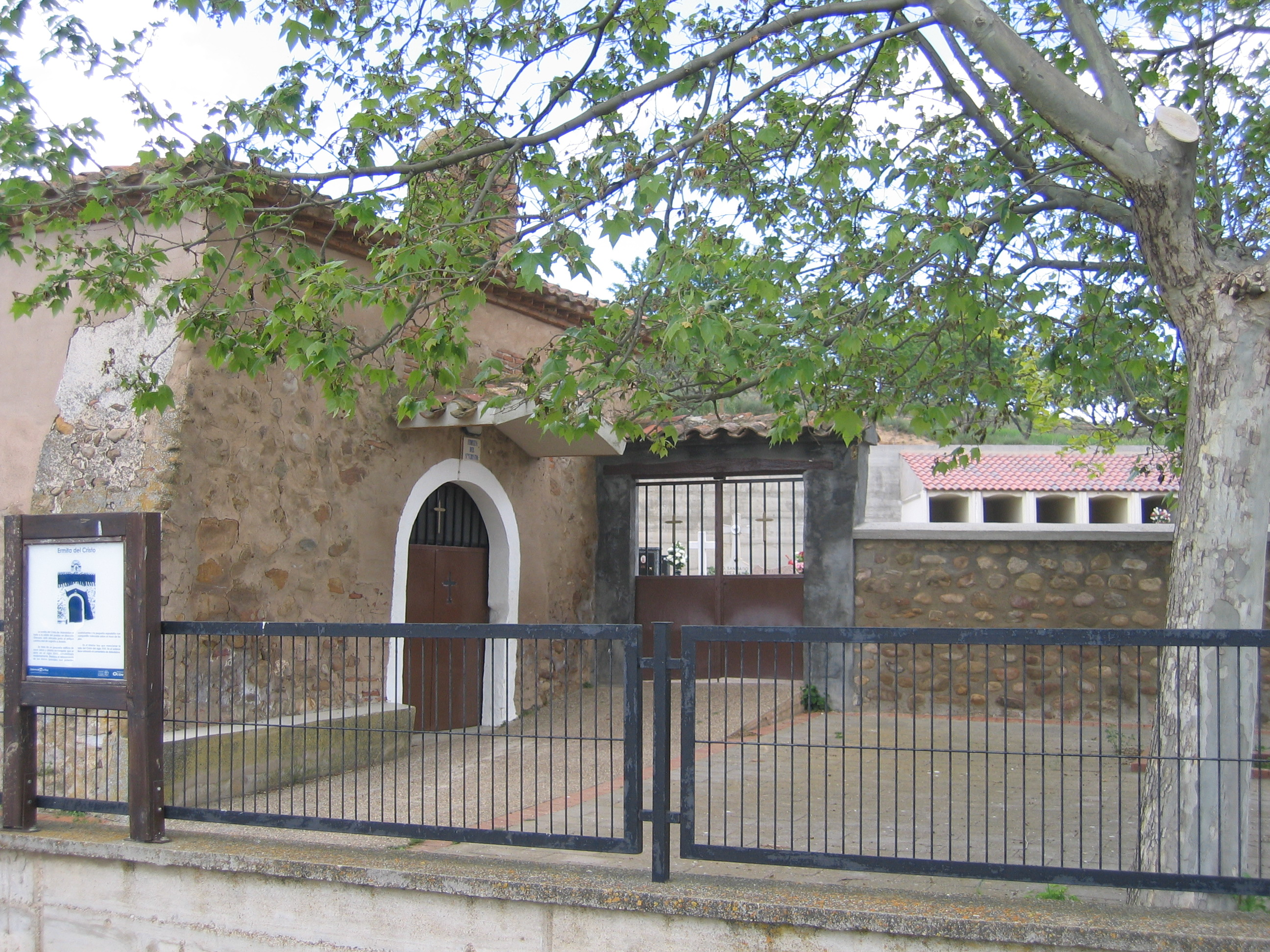
Ermita del Cristo

- Iglesia de San Pedro, de los siglos XVI al XVIII.
- Ermita del Cristo, del siglo XVIII.

## Fiestas
- Último fin de semana de junio: San Pedro
- Segundo fin de semana de septiembre: Fiestas del Cristo